# Kerstin Ström (film)
Kerstin Ström är en svensk kortfilm från 2015 baserad på en novell av Jens Lapidus i regi av Louis Russell. I rollerna ses bland andra Simon Settergren, Francisco Sobrado och Anna Åström. Kortfilmen är den första som utforskar Stockholm Noir genren sedan "Snabba Cash: Livet Deluxe". Den premiärvisades på Göteborg Film Festival 2015.

## Handling
Sergio har precis blivit utsläppt från fängelset. Han möter upp med sin barndomsvän för att börja på nytt, men det dröjer inte länge förrän han känner större hopplöshet inför livet som väntar än det han just lämnat.

## Rollista
- Simon Settergren - Sergio
- Francisco Sobrado - Manuel
- Anna Åström - Kerstin Ström